# Eurobanknoten
Die Eurobanknoten bilden zusammen mit den Euromünzen das Bargeld des Euro. Die Eurobanknoten wurden am ersten Geltungstag, dem 1. Januar 2002, in Umlauf gebracht, während die Euromünzen in „Starterkits“ einige Tage zuvor ausgegeben wurden. Die Währung selbst wurde am 1. Januar 1999 zunächst nur als Buchgeld eingeführt. Von den Eurobanknoten gibt es bisher zwei Serien. Bei der ersten Serie gibt es sieben Nennwerte, bei der zweiten nur sechs. Diese zweite Serie wurde von 2013 bis 2019 in Umlauf gebracht.

## Allgemeines

### Gestaltungswettbewerb
Die Präsidenten der Zentralbanken in der Europäischen Gemeinschaft richteten im Mai 1992 eine Arbeitsgruppe für den Druck und die Ausgabe einer europäischen Banknote ein, um die damit verbundenen technischen und logistischen Probleme zu untersuchen und zu lösen.
Am 15. November 1994 legte der Rat des Europäischen Währungsinstituts (EWI) die Stückelung der neuen Banknoten fest: 5, 10, 20, 50, 100, 200 und 500 ECU. Erst über ein Jahr später wurde in Madrid der Name „Euro“ für die neue Währung vom Europäischen Rat festgelegt.
Der Gestaltungswettbewerb, an dem die von den nationalen Zentralbanken nominierten Grafiker und Designer-Teams teilnahmen, lief vom 12. Februar bis zum 13. September 1996. Die Dänische Nationalbank beteiligte sich nicht am Wettbewerb.
In den Jahren 1995/1996 wurden die Vorgaben für den Wettbewerb erarbeitet. So wurden unter anderem die beiden Themen „Zeitalter und Stile in Europa“ und „abstraktes/modernes Design“ festgelegt. Des Weiteren sollten die Währungsbezeichnung und die Abkürzungen der ausgebenden Stelle die einzigen Wörter auf den Banknoten sein. Weitere wichtige Rahmenbedingungen bei der Gestaltung waren, dass die Geldscheine eindeutig „als Europäische Banknoten erkennbar sein sollten und eine kulturelle und politische Aussage enthalten, die alle Europäer anspricht“. Zudem mussten alle Entwürfe „die Gleichstellung von Mann und Frau berücksichtigen und jede Art nationaler Voreingenommenheit vermeiden“. Vorgegeben waren u. a. auch die Größe der einzelnen Banknote und deren Grundfarben, die Epochen für das Thema „Zeitalter und Stile“ und die zwölf Sterne der EU, die auf der Vorderseite abgebildet sein mussten. Auf der Rückseite war die Nutzung der Sterne optional.
Am 26./27. September 1996 wählte ein Expertengremium zu beiden Themen die jeweils fünf besten Entwürfe aus. Es folgte eine Umfrage unter knapp 2000 EU-Bürgern, bevor der Rat des EWI die von Robert Kalina gestalteten Entwürfe als Gewinner bestimmte. Zur Begründung heißt es: „weil sie historische Entwicklungen in den Bereichen Technik, Kunst und Kommunikation in einer harmonischen Darstellung vereinen; sie stehen stellvertretend für den Beginn eines neuen Europa mit einem gemeinsamen kulturellen Erbe und der Vision einer gemeinsamen Zukunft im neuen Jahrtausend“. Die auf der Vorderseite der Banknoten abgebildeten Tore und Fenster symbolisieren „den Geist der Offenheit und der Zusammenarbeit“. Die auf den Rückseiten abgebildeten Brücken symbolisieren die „Verbundenheit zwischen den Völkern Europas und zwischen Europa und der übrigen Welt“.
Die Scheine zeigen fiktive Motive der europäischen Architektur, jeweils aus verschiedenen kunstgeschichtlichen Epochen. Es wurde bewusst darauf verzichtet, reale Personen oder Bauwerke darzustellen, um zu vermeiden, dass sich – auch unabsichtlich – einzelne Eurostaaten bevorzugt oder benachteiligt fühlen.
Die erstmalige Präsentation der Entwürfe erfolgte am 13. Dezember 1996 auf Pressekonferenzen in Dublin und Frankfurt. Am 30. August 2001 stellte Wim Duisenberg, der damalige Präsident der EZB, in Frankfurt das endgültige Erscheinungsbild der Eurobanknoten vor.

### Diskussionen um Nennwerte
Schon vor Einführung des Euro gab es Diskussionen um kleinere Nennwerte. Insbesondere Italien hatte sich für einen Ein-Euro-Schein starkgemacht. Im Oktober 2003 kam es zu einem neuerlichen Vorstoß des italienischen Finanzministers Giulio Tremonti, der durch seinen österreichischen Amtskollegen Karl-Heinz Grasser unterstützt wurde. Der Gedanke war, die Menge der umlaufenden Münzen zu verringern und die Inflation zu senken, da viele Menschen den Wert von Gütern als zu gering einschätzen würden, solange sie mit Münzen bezahlen. Die Europäische Zentralbank, die allein über die Stückelung der Banknoten entscheidet, hatte im November 2004 nach Auswertung einer Studie beschlossen, keine Ein-Euro-Banknote auszugeben. Die Forderung nach einer Banknote im Wert von zwei Euro wurde nach dieser Entscheidung nicht weiterverfolgt. Im Mai 2012 wurde erneut ein Vorstoß unternommen, die Einführung durch die Zentralbank prüfen zu lassen. Die Überlegung kam im Rahmen der Diskussion über die Abschaffung von 1- und 2-Cent-Münzen auf.
Am 4. Mai 2016 beschloss der Rat der Europäischen Zentralbank (EZB), bei der zweiten Serie keine 500-Euro-Banknoten mehr herauszugeben und die Ausgabe der 500-Euro-Scheine der ersten Serie zu beenden. Die Ausgabe der 500-Euro-Scheine durch die nationalen Notenbanken endete in Deutschland und Österreich am 26. April 2019, in den anderen Euroländern bereits am 26. Januar 2019. Die noch im Umlauf befindlichen 500-Euro-Scheine bleiben aber, wie auch die anderen Scheine der ersten Serie, als Zahlungsmittel weiterhin gültig und sind unbegrenzt umtauschbar.

### Abschaffung der 500-Euro-Banknote
Im April 2013 wurden Überlegungen um die Abschaffung des größten Euro-Geldscheines, der 500-Euro-Banknote, laut. Der Analyst der Bank of America, Athanasios Vamvakidis, schrieb, dass diese Banknoten oft zum „Matratzen-Geld“ würden. Eine Untersuchung der EZB besagt, dass nur etwa 30 % der umlaufenden 500-Euro-Banknoten für Zahlungen genutzt werden und eine weitere Studie der britischen Regierung geht davon aus, dass 90 % der im Land gehandhabten Scheine dieses Nominalwerts in den Händen des organisierten Verbrechens seien. Der ehemalige EZB-Vizepräsident Vítor Constâncio bestätigte in Brüssel, dass die Abschaffung sicherlich eine Diskussion wert sei.
Im Februar 2016 kam die Debatte um die Abschaffung wieder auf. Der Rat der EZB beauftragte den Banknotenausschuss, technische Details für einen möglichen Einzug des 500ers zu klären. EZB-Chef Mario Draghi argumentierte, dass der 500-Euro-Schein zunehmend für kriminelle Aktivitäten wie Geldwäsche verwendet werde.
Am 4. Mai 2016 beschloss der aus sechs Direktoriumsmitgliedern und den Notenbankchefs der 19 Euro-Länder bestehende EZB-Rat, gegen die Stimmen von Deutschland, Österreich und Estland die Abschaffung dieser Banknote. Viele Kritiker dieses Vorgehens meinen, dass dadurch die Kriminalität nicht eingeschränkt werden könne und andere Gründe wie die leichtere Einführung von Negativzinsen hinter dieser Entscheidung stünden. Es wird befürchtet, dass dies ein Schritt zur Abschaffung des Bargeldes sei. Seitens der EZB und nationaler Notenbanken wird dies dementiert. So habe sich der EZB-Rat klar für den Erhalt der 100- und 200-Euro-Banknoten ausgesprochen. Draghi äußerte aber im Februar 2016, dass man auch die 200-Euro-Noten abschaffen könnte. Im Kontrast hierzu gibt die Schweiz, wo ähnliches diskutiert wurde, weiterhin 1000-Franken-Noten (ca. 1060 €) aus, mit dem Argument, Banknoten mit einem hohen Nominalwert seien kein besonderes Risiko; der Meldestelle für Geldwäscherei seien keine Verdachtsfälle gemeldet worden, bei denen die Verwendung von 1000-Franken Noten relevant gewesen wäre.
Es wurden zwar seit 2014 keine 500-Euro-Noten mehr gedruckt, aber noch bis zum 26. Januar 2019 von den nationalen Zentralbanken des Eurosystems ausgegeben. Im Dezember 2018 gaben sowohl die Deutsche Bundesbank als auch die Oesterreichische Nationalbank bekannt, die Frist zur Ausgabe von 500-Euro-Noten bis zum 26. April 2019 zu verlängern, weil diese beiden Notenbanken die meisten 500-Euro-Scheine in Umlauf bringen. Auch nach Ende der Ausgabe durch die Notenbanken können Geschäftsbanken und andere Bargelddienstleister wie Wechselstuben und Handelspartner bestehende 500-Euro-Banknoten weiterhin wieder in Umlauf bringen.
Bundesbank-Vorstandsmitglied Johannes Beermann versicherte, die 500-Euro-Banknote werde „immer und ewig“ gültig bleiben. Die Oesterreichische Nationalbank gab hingegen bekannt, die 500-Euro-Banknote werde ihre Gültigkeit im Zahlungsverkehr – zusammen mit den anderen Banknoten der ersten Serie – an einem von der Europäischen Zentralbank noch festzulegenden Termin verlieren. Bei den Notenbanken könne sie zeitlich unbegrenzt eingetauscht werden.

### Bargeldumlauf
Nach Angaben der Europäischen Zentralbank waren im Juli 2022 circa 29,1 Mrd. Eurobanknoten mit einem Gesamtwert von 1601 Mrd. Euro im Umlauf. Häufigste Banknote ist die zu 50 Euro; auch wertmäßig entfällt auf sie mit 44,3 % des im Umlauf befindlichen Wertes der größte Anteil. Knapp die Hälfte des Werts des Bargeldumlaufs machen die 100-, die 200- und die 500-Euro-Noten aus, obwohl sie nur 17,9 % der Umlaufmenge ergeben. Seit dem Stop der Wiederausgabe von 500-Euro-Noten im Januar 2019 hat sich die Umlaufmenge um ca. 31 % reduziert und der Anteil am Umlaufwert nahezu halbiert. Zur Kompensation hat sich die Menge der umlaufenden 200-Euro-Noten mehr als verdoppelt und die Menge der 100-Euro-Noten um 27 % erhöht.
| Nennwert | Umlaufmenge in Mio. Stück | Anteil (Anzahl) | Umlaufwert    | Anteil (Wert) |
| -------- | ------------------------- | --------------- | ------------- | ------------- |
| 05 Euro  | 02.064                    | 07,1 %          | 010,3 Mrd. €  | 00,6 %        |
| 010 Euro | 02.927                    | 10,1 %          | 029,3 Mrd. €  | 01,8 %        |
| 020 Euro | 04.742                    | 16,3 %          | 094,8 Mrd. €  | 05,9 %        |
| 050 Euro | 14.170                    | 48,7 %          | 708,5 Mrd. €  | 44,3 %        |
| 100 Euro | 03.892                    | 13,4 %          | 389,2 Mrd. €  | 24,3 %        |
| 200 Euro | 0967                      | 03,3 %          | 193,4 Mrd. €  | 12,1 %        |
| 500 Euro | 0350                      | 01,2 %          | 175,2 Mrd. €  | 10,9 %        |
| Gesamt   | 29.114                    | 100,0 %         | 1600,8 Mrd. € | 100,0 %       |

(Stand 31. Juli 2022)
Die Euromünzen machten im Juli 2022 mit 32,096 Mrd. Euro wertmäßig knapp 2,0 % des gesamten Bargeldumlaufs (aus Noten und Münzen) von 1.633 Mrd. Euro aus und umfassten eine Menge von 143,8 Mrd. Münzen, rein statistisch ca. 420 Euro-Münzen pro Einwohner der Eurozone. Davon betrug der Anteil der 1-Cent-Münzen 38,6 Mrd. Stück bzw. 26,8 %.

## Erste Serie (2002 bis 2013)

### Stückelung
Die Euro-Banknoten der ersten Serie (Kurzbezeichnung ES1) gibt es in den Nennwerten zu 5, 10, 20, 50, 100, 200 und 500 Euro.

### Gestaltung und Abmessungen
Die Euro-Banknoten wurden nach einem EU-weiten Wettbewerb, an dem 29 Designer teilnahmen und 44 Entwürfe einreichten, vom Österreicher Robert Kalina gestaltet.
Die Vorderseite (oder recto) stellt ein oder mehrere Fenster oder Tore dar, während auf der Rückseite (oder verso) eine Brücke zu sehen ist, die die Verbindung der einzelnen Länder innerhalb der Europäischen Union symbolisieren soll. Dabei sind keine realen Bauwerke abgebildet, sondern eine Zusammenstellung aus Stilmerkmalen einzelner Epochen in einer archetypischen Abbildung (entsprechende Brücken wurden später in der niederländischen Stadt Spijkenisse als „Eurobrücken“ nachgebaut). Auf der Rückseite sind das europäische Festland, Nordafrika sowie ein Teil des asiatischen Gebietes der Türkei abgebildet. Außerdem sind mit den Azoren, Madeira, Französisch-Guayana, Guadeloupe, Martinique, Réunion, Kanarische Inseln (keine Inselabbildungen von: El Hierro und La Gomera) auch Inseln und Territorien abgebildet, in denen der Euro offizielles Zahlungsmittel ist. Es fehlen Malta, aufgrund des gewählten Maßstabes, und Zypern, das derzeit östlichste Land der EU. Diese beiden Länder waren zum Zeitpunkt der Euro-Einführung noch nicht Mitglied der EU.
Allen Noten gemeinsam sind die europäische Flagge, die Abkürzung der Europäischen Zentralbank in den verschiedenen Arbeitssprachen der EU im Jahr 2002, die Jahreszahl der Erstausgabe (2002), die Unterschrift des amtierenden EZB-Präsidenten, eine Europakarte (inklusive der französischen Überseedépartements) auf der Rückseite, beidseitig der Name „Euro“ in lateinischen („EURO“) und griechischen Buchstaben („ΕΥΡΩ“) der Schriftart Frutiger.
Die fünf Abkürzungen der Europäischen Zentralbank sind: BCE (Französisch, Irisch, Italienisch, Portugiesisch, Spanisch), ECB (Dänisch, Englisch, Niederländisch, Schwedisch), EZB (Deutsch), ΕΚΤ (Griechisch; Buchstaben Epsilon, Kappa und Tau des griechischen Alphabets) sowie EKP (Finnisch).
Da am 1. November 2003 Wim Duisenberg seinen Präsidentenposten an Jean-Claude Trichet abgab, wechselte auf den nachfolgend gedruckten Scheinen auch die Unterschrift, aber nicht die Jahreszahl 2002. Banknoten mit der Unterschrift von Mario Draghi kamen im März 2012 erstmals in Umlauf. Banknoten mit Unterschrift Christine Lagardes kamen erstmals 2020 in Umlauf.
- Unterschriften der EZB-Präsidenten auf den Euro-Banknoten
- Wim Duisenberg
- Jean-Claude Trichet
- Mario Draghi
- Christine Lagarde

In dieser Serie wurden keine 5-Euro-Banknoten mit der Unterschrift von Mario Draghi ausgegeben.
| Nennwert | Vorderseite           | Rückseite           | Farbe          | Baustil(e) Periode                         | Format * Gewicht *    | Position des Plattencodes |
| -------- | --------------------- | ------------------- | -------------- | ------------------------------------------ | --------------------- | ------------------------- |
| 5 Euro   | 5 Euro, Vorderseite   | 5 Euro, Rückseite   | Grau           | Klassik (Antike) Vor dem 11. Jahrhundert   | 120 mm × 62 mm 0,68 g | linker Bildrand           |
| 10 Euro  | 10 Euro, Vorderseite  | 10 Euro, Rückseite  | Rot            | Romanik 11.–12. Jahrhundert                | 127 mm × 67 mm 0,72 g | 8-Uhr-Stern               |
| 20 Euro  | 20 Euro, Vorderseite  | 20 Euro, Rückseite  | Blau           | Gotik 13.–14. Jahrhundert                  | 133 mm × 72 mm 0,81 g | 9-Uhr-Stern               |
| 50 Euro  | 50 Euro, Vorderseite  | 50 Euro, Rückseite  | Orange         | Renaissance 15.–16. Jahrhundert            | 140 mm × 77 mm 0,92 g | rechter Bildrand          |
| 100 Euro | 100 Euro, Vorderseite | 100 Euro, Rückseite | Grün           | Barock und Rokoko 17.–18. Jahrhundert      | 147 mm × 82 mm 1,02 g | rechts vom 9-Uhr-Stern    |
| 200 Euro | 200 Euro, Vorderseite | 200 Euro, Rückseite | Gelblich-braun | Eisen- und Glasarchitektur 19. Jahrhundert | 153 mm × 82 mm 1,07 g | rechts vom 8-Uhr-Stern    |
| 500 Euro | 500 Euro, Vorderseite | 500 Euro, Rückseite | Lila           | Moderne Architektur 20.–21. Jahrhundert    | 160 mm × 82 mm 1,12 g | 9-Uhr-Stern               |

* Alle Euro-Banknoten haben einheitlich eine Stärke von rund 0,10 mm, und ihre Grammatur („Flächengewicht“, flächenbezogene Masse) beträgt bedruckt 85 g/m². Die üblichen Päckchen mit 100 Stück (neuer) Banknoten messen um die Schleife etwa 12 mm. Zehn derartige Päckchen bilden ein Paket (oder Bündel) und stapeln sich etwa 130 mm hoch. In der Herstellung kosten die Geldscheine pro Stück durchschnittlich acht Cent.

### Sicherheitsmerkmale

#### Notenwertübergreifende Sicherheitsmerkmale
Die Eurobanknoten weisen verschiedene Sicherheitsmerkmale auf, mit denen Fälschungen verhindert oder zumindest erschwert werden sollen. Weiterhin soll mit der sogenannten „EURion-Konstellation“ das Vervielfältigen durch Kopierer oder Scanner verhindert werden.
- Das verwendete Banknotenpapier besteht aus reiner Baumwolle und ist stärkefrei. Andere weiße (Schreib-, Kopier-, Druck-)Papiere enthalten zumeist Stärke. Die Stärkefreiheit der Euro-Noten kann mit speziellen Prüf-Filzstiften nachgewiesen werden. Ist Stärke vorhanden, so verfärbt sich der feucht in das Papier eingedrungene Filzstiftstrich von Blassgelb auf Blau. Wenn eine echte Banknote mit Stärke in Berührung gekommen ist, kann auch diese eine Blaufärbung auslösen. Allerdings lassen sich sehr gute Falsifikate mit dem Stift nicht nachweisen, da sie oft mit Chemikalien behandelt werden, die eine Reaktion mit der Stärke verhindern. Gelegentlich wird auch stärkefreies Baumwollpapier verwendet, obwohl die Beschaffung nicht einfach ist.
- Tiefdruckverfahren mit Stahlstich; dadurch sind einige Druckelemente ertastbar: gedruckter Streifen am unteren Rand (mittig und rechts unten) der 200-Euro-Banknoten (Relief), gedruckter Streifen am rechten Rand der 500-Euro-Banknoten (Relief), die jeweilige große Wertzahl und das Hauptmotiv (Vorderseite)
- Durchsichtsregister: Eine Wertangabe ist teils von der Vorderseite, teils von der Rückseite aufgedruckt und wird im Gegenlicht vollständig sichtbar; dabei ergänzen sich beide Seiten exakt.
- Wasserzeichen: das jeweilige Architekturmotiv und die Wertzahl
- Metallisierter Sicherheitsfaden, der im Durchlicht sichtbar wird und mit der jeweiligen Wertzahl und dem Wort „Euro“ (durchbrochen) beschriftet ist
- Mikroschrift
- Unter Schwarzlicht (UV-Licht) werden verschiedenfarbige Fasern im Papier sichtbar. Außerdem leuchtet die EU-Flagge, der Sternenkreis, die Unterschrift des jeweiligen EZB-Präsidenten sowie Teile des Druckbildes auf der Vorder- und Rückseite der Euro-Banknote. Das Papier selbst fluoresziert jedoch nicht. Amateurhaft gefertigtes Falschgeld, das oft aus normalem Papier hergestellt wird, fluoresziert auf der gesamten Fläche bläulich weiß. Echte Banknoten, die beispielsweise in der Waschmaschine mitgewaschen wurden, fluoreszieren ebenfalls auf der gesamten Fläche, da die optischen Aufheller im Waschmittel sich auf der Banknote niederschlagen und diese unter UV-Licht blau fluoreszieren. Bei Falsifikaten wird zunehmend das UV-Bild imitiert.
- Unter IR-Licht: Mit Hilfe eines Infrarotgerätes werden der rechte Teil des Stichtiefdrucks und der Folienstreifen sichtbar.
- Speziell für die Automatenerkennung sind Euro-Banknoten mit einer magnetischen Sicherheitsmarkierung versehen.[30] Diese Sicherheitsmarkierung kann mittels magnetischer Messköpfe nachgewiesen oder mit magneto-optischen Sensoren dargestellt werden.

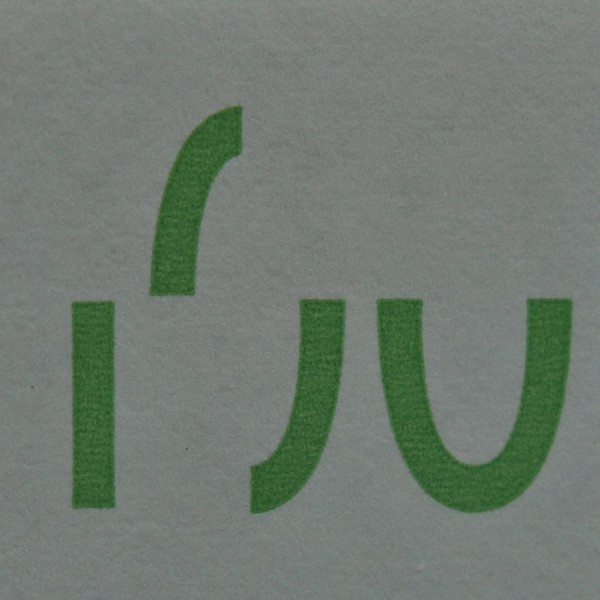
Durchsichtsregister (Vorderseite)
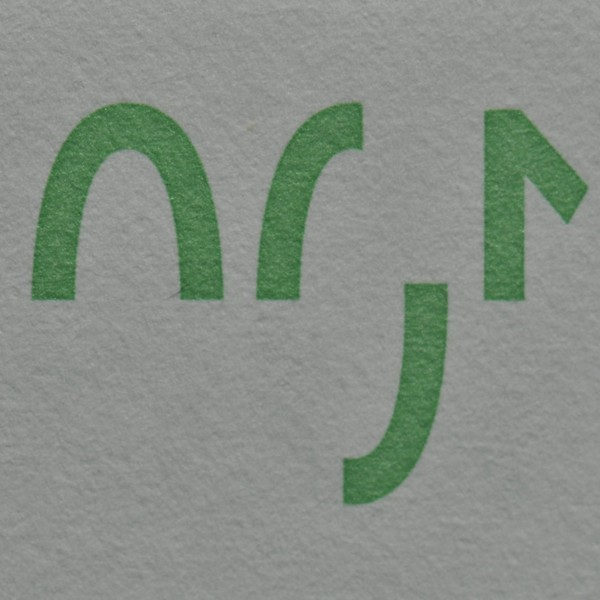
Durchsichtsregister (Rückseite)
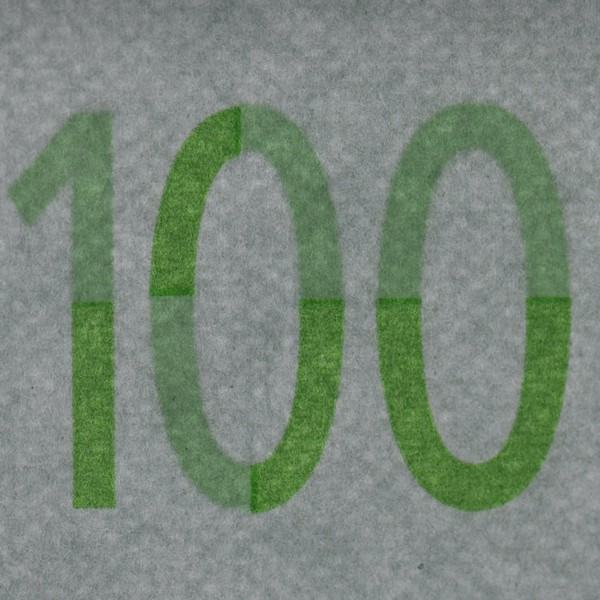
Durchsichtsregister (Durchsicht)

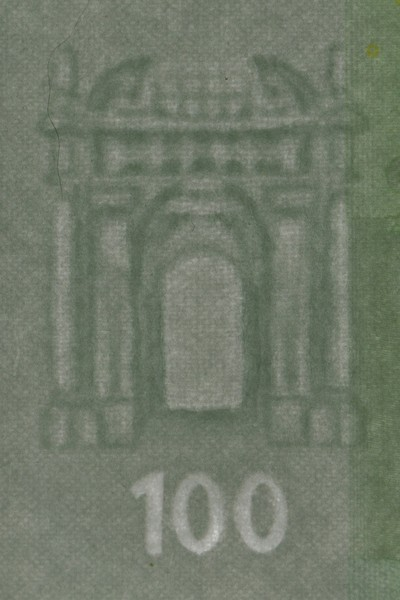
Wasserzeichen
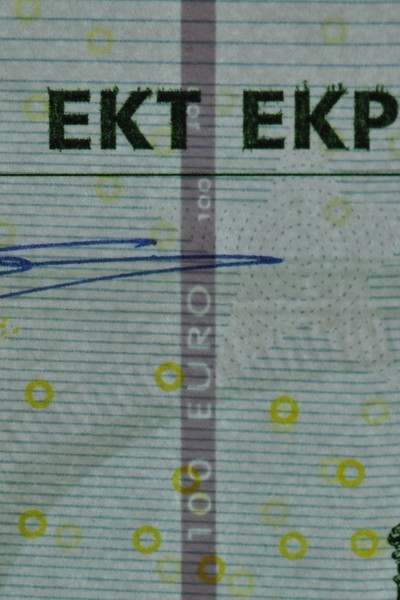
Metallisierter Sicherheitsfaden
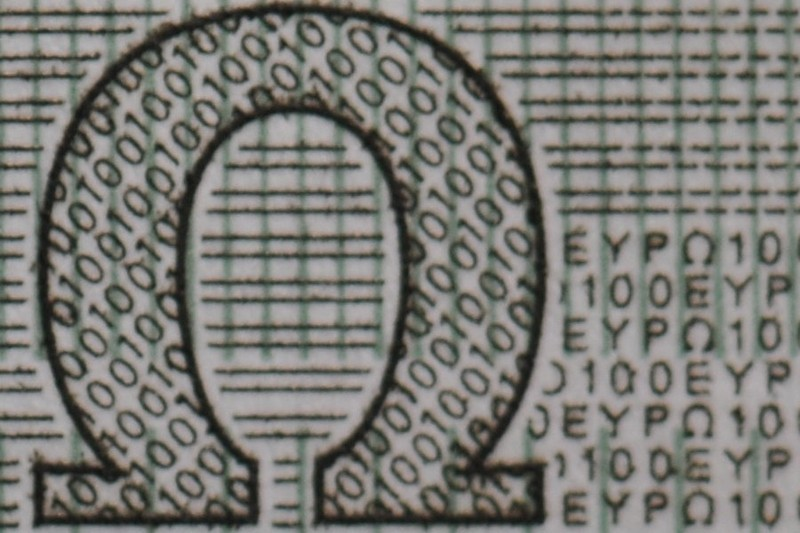
Mikroschrift
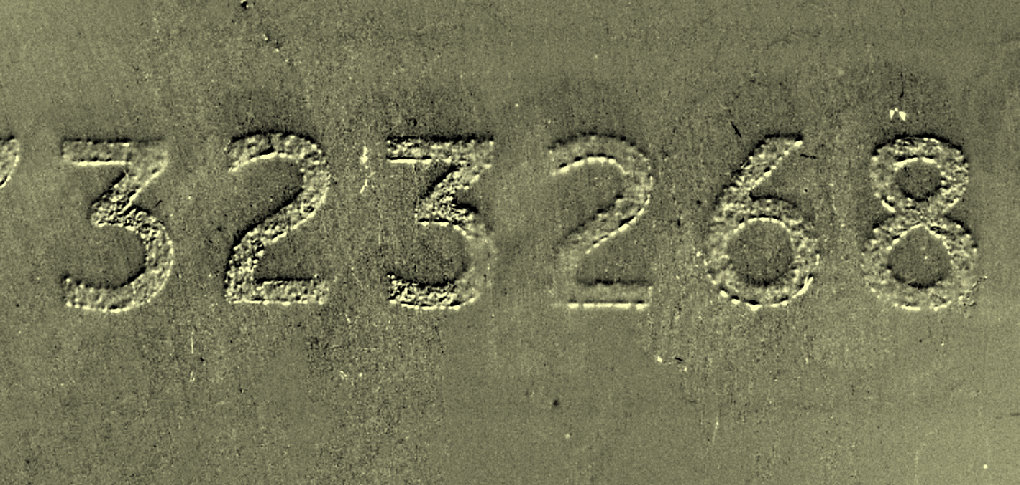
Magnetische Druckfarbe der Seriennummer (magnetooptische Aufnahme)

#### Notenwertspezifische Sicherheitsmerkmale
- Spezial-Folienstreifen (Metallglanz) mit Kinegrammen, der beim Kippen zwischen €-Symbol und den jeweiligem Nennwert wechselt (bei 5-, 10- und 20-Euro-Banknoten: Vorderseite am rechten Rand).

Sicherheitselemente
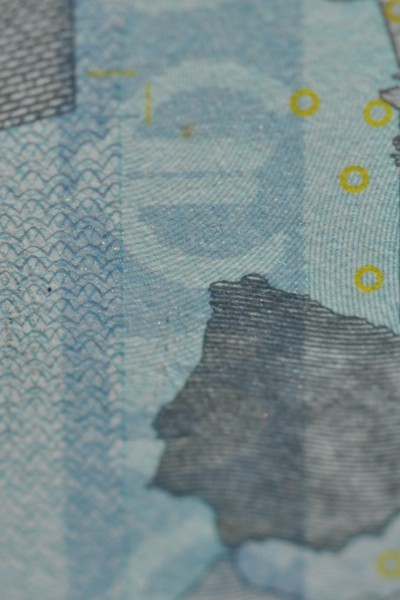
Perlglanzstreifen (Silber)
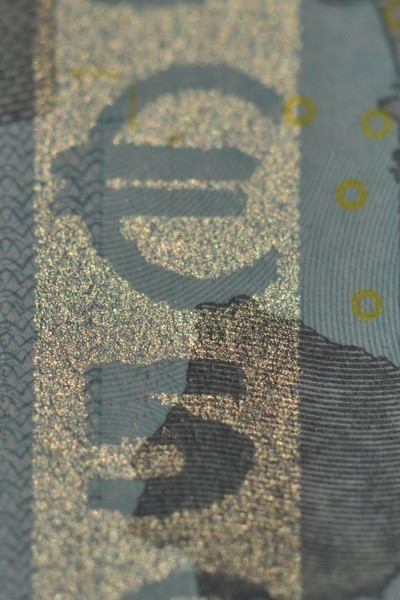
Perlglanzstreifen (Gold)
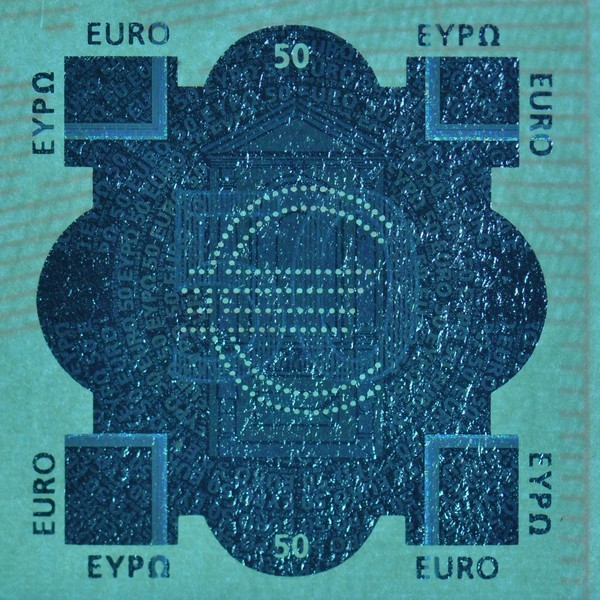
Mikroperforation im Folienelement
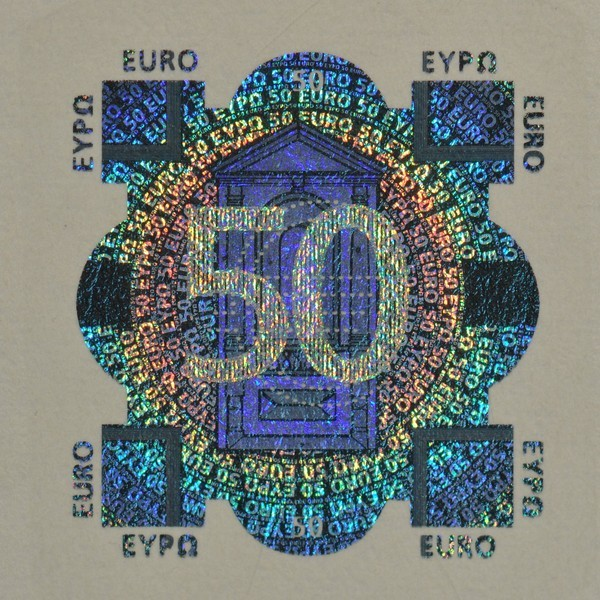
Folienelement 50 EUR
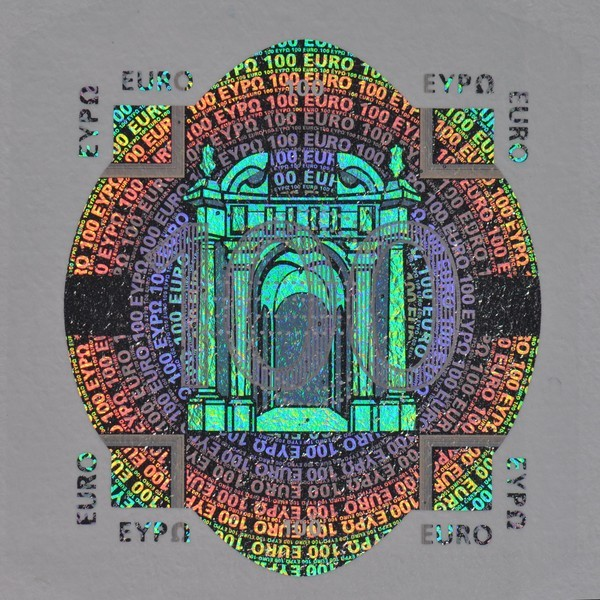
Folienelement 100 EUR
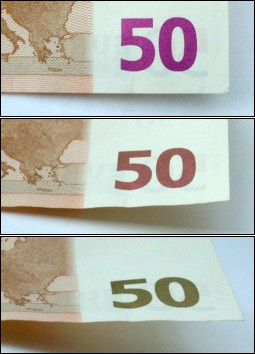
Wertzahl „50“

- Perlglanzstreifen (Iriodinstreifen), der beim Kippen der Euro-Banknote goldfarben sichtbar wird und wieder verschwindet (mit €-Symbol und den jeweiligem Nennwert) (bei 5-, 10- und 20-Euro-Banknoten: Rückseite links der Mitte).
Bisher ist keine Fälschung bekannt, die diese Eigenschaft besitzt. Entweder fehlt dieses Merkmal ganz, oder der Goldschimmer verschwindet beim Kippen nicht.[32]
- Spezial-Folienelement mit Hologramm, das das Architekturmotiv oder die Wertzahl zeigt (bei 50-, 100-, 200- und 500-Euro-Banknoten: Vorderseite rechts).
- Farbwechsel: Beim Kippen der Banknote ändert sich die Farbe des Aufdrucks der großen Wertzahl der Rückseite (rechts unten) von Purpurrot nach Braun (bei 50-, 100-, 200- und 500-Euro-Banknoten).
Bisher sind keine gefälschten Euro-Banknoten bekannt, bei denen der Farbwechsel der Wertzahl vollständig nachgeahmt werden konnte. Entweder schillert die Farbe beim Kippen nur auf oder wechselt nicht vollständig zu Braun, sondern zu Dunkelrot bzw. Dunkellila (gilt für eine sehr gute Fälschung eines 200-Euro-Scheines aus Bulgarien). Der Unterschied zum echten Farbwechsel ist sehr auffällig und leicht zu erkennen.
Hält man das Farbelement schräg gegen das Licht, wird bei waagerechter Haltung ein grüner Schimmer sichtbar, der den vollständigen Farbwechsel bestätigt. Auf allen Banknoten ab 50 Euro vollzieht sich der gleiche Farbwechsel, sodass man anhand einer Vergleichsbanknote den Farbwechsel bei allen Scheinen überprüfen kann. Nicht selten wird der Farbwechsel auf Falschgeld gar nicht imitiert, sondern die Wertzahl ist nur in Lila aufgedruckt.[33]
- Strichcode: Im Durchlicht (Banknote gegen die Lichtquelle halten) wird links das jeweilige Wasserzeichen-Architekturmotiv mit der jeweiligen Wertzahl sichtbar, rechts davon (im bedruckten Bereich) der Code aus sechs oder acht senkrechten Wasserzeichen-Streifen, je 2,5 mm breit und 35 mm hoch. Von der Rückseite – im Bereich von Osteuropa auf der aufgedruckten Europakarte – ist dieser wertspezifische Strichcode von links nach rechts zu lesen. Im Scan wird ein dunkler Streifen als Zahl 1, ein heller als 0 gelesen und dann als Manchester-Code interpretiert. Das Streifenpaar „01“ wird dabei zu 1 decodiert, „10“ wird zu 0. Nur die Banknoten zu 20 und 500 Euro haben vier gleiche Klarziffern codiert, sichtbar als gleichmäßig gestreiftes Muster. Die fünf anderen Banknotenwerte haben an unterschiedlichen Positionen genau einen mit 5 mm doppelt so breiten dunklen Balken, weil hier zwei dunkle Streifen aneinanderliegen.

| Nennwert | Strichcode  | Manchester-Dekodierung |
| -------- | ----------- | ---------------------- |
| 5 Euro   | 01 10 10    | 100                    |
| 10 Euro  | 01 01 10    | 110                    |
| 20 Euro  | 10 10 10 10 | 0000                   |
| 50 Euro  | 01 10 10 10 | 1000                   |
| 100 Euro | 01 01 10 10 | 1100                   |
| 200 Euro | 01 01 01 10 | 1110                   |
| 500 Euro | 01 01 01 01 | 1111                   |

#### Weitere Sicherheitsmerkmale
Es gibt auf den Euro-Banknoten auch versteckte Sicherheitsmerkmale, so ein als M-Feature (M für maschinenlesbar) bezeichnetes Merkmal, eine Beschichtung mit einem Oxidgemisch verschiedener Lanthanoide, das mit Hilfe starker Lichtblitze ausgelesen eine charakteristische Antwort liefert. Diese Sicherheitsmerkmale werden automatisiert in den Filialen der nationalen Zentralbanken des Eurosystems überprüft. Bisher konnte dieser Test Fälschungen sicher erkennen. Jede Banknote soll im Durchschnitt alle drei Monate in einer Zentralbankfiliale auf diese Merkmale überprüft und so der Umlauf von Falschgeld entdeckt und unterdrückt werden. Bisher konnten allerdings alle Fälschungen auch anhand der bekannten Sicherheitsmerkmale erkannt werden.

### Fälschungen und Manipulationen
Das Fälschen der Banknoten ist verboten. Das Copyrightzeichen © weist auf die Beanspruchung von Schutzrechten bezüglich der Vervielfältigung hin. Bei der Verwendung des Copyrightzeichens sind nach ISO 16016 noch die Angabe des Rechteinhabers (EZB) und die Jahreszahl der Erstveröffentlichung (2002) nötig.
Bis 2009 stieg die Fälschungsrate der Eurobanknoten deutlich an, sodass frühzeitig verbesserte Sicherheitsmerkmale für die zweite Serie („Europa-Serie“) entwickelt und erfolgreich ab 2013 eingeführt wurden.

### Nummerierungssysteme

#### Seriennummer
Die Seriennummer hat den Zweck, die Menge der gefertigten Banknoten zu kontrollieren und jede in Umlauf gegebene Banknote innerhalb einer Serie und eines Nennwerts eindeutig zu identifizieren.
Jeder nationalen Zentralbank (NZB) des Eurosystems wurde ein individueller Kennbuchstabe zugeteilt, der als erstes Zeichen der Seriennummer auf allen Banknoten erscheint, deren Druck die nationale Zentralbank in Auftrag gegeben hat. Ein Buchstabe einer bestimmten NZB bedeutete dabei ursprünglich (bei der Grundausstattung zur Euroeinführung 2002), dass diese NZB den Schein auch in ihrem Zuständigkeitsbereich in Umlauf brachte. Bei späteren Ausgaben kann es auch bedeuten, dass die NZB die Banknoten im Rahmen des dezentralen Poolingverfahrens der Banknotenherstellung einer anderen Zentralbank für die Ausgabe in deren Zuständigkeitsbereich zur Verfügung gestellt hat. Banknoten mit dem Buchstaben einer NZB wurden auch nicht immer von einer nationalen (staatlichen) Druckerei gedruckt, siehe Druckereikennung.
Dem NZB-Buchstaben folgen eine zehnstellige Nummer und eine Prüfziffer (1–9). Die Prüfziffer dient vorrangig zur Fehlererkennung bei maschineller Lesung der Seriennummer, die mit OCR-B gedruckt wird. Die Prüfziffer ist dabei so gewählt, dass folgende Prüfbedingung erfüllt ist: Ersetzt man den Buchstaben der Seriennummer durch seinen ASCII-Wert (A = 65 … Z = 90), so ergibt sich insgesamt eine Zahl, die durch 9 teilbar ist, der Neunerrest ist also 0. Dies lässt sich einfach prüfen, indem man die wiederholte Quersumme der Ziffernfolge bildet, diese ergibt beim Neunerrest 0 immer 9 (ansonsten sind Neunerrest und wiederholte Quersumme identisch).
Es existieren auch andere, dazu äquivalente Prüfverfahren: Statt des ASCII-Werts kann man auch die Zuordnung A = 2 … Z = 27 oder A = 11 … Z = 36 benutzen. Ersetzt man den Buchstaben durch seine Position im Alphabet (A = 1 … Z = 26), so ist bei Banknoten der ersten Serie der Neunerrest grundsätzlich 8. Bildet man den Neunerrest nur der elf Ziffern der Seriennummer ohne den Buchstaben, so ergibt sich ein Wert, der der folgenden Tabelle zu entnehmen ist.
Auch wenn primitive Fälschungen oft falsche Prüfziffern verwenden, ist eine gültige Prüfziffer nur ein notwendiges, jedoch kein hinreichendes Kriterium für die Echtheit einer Banknote. Zur Echtheitsprüfung muss man sich daher grundsätzlich anderer Methoden bedienen (siehe oben).

##### NZB-Kennung
| Kennbuchstabe | Land                   | Name in der Landessprache                | Neunerrest     | Anmerkung                                               | Banknoten                                  |
| ------------- | ---------------------- | ---------------------------------------- | -------------- | ------------------------------------------------------- | ------------------------------------------ |
| Z             | Belgien                | België (nl), Belgique (fr), Belgien (de) | 0              |                                                         | 5 €, 10 €, 20 €, 50 €, 100 €, 200 €, 500 € |
| Y             | Griechenland           | Ελλάς                                    | 1              | ursprünglich für Dänemark vorgesehen                    | 5 €, 10 €, 20 €, 50 €, 100 €, 200 €, 500 € |
| X             | Deutschland            | Deutschland                              | 2              |                                                         | 5 €, 10 €, 20 €, 50 €, 100 €, 200 €, 500 € |
| W             | Dänemark               | Danmark                                  | 3              | nicht genutzt, ursprünglich für Griechenland vorgesehen |                                            |
| V             | Spanien                | España                                   | 4              |                                                         | 5 €, 10 €, 20 €, 50 €, 100 €, 200 €, 500 € |
| U             | Frankreich             | France                                   | 5              |                                                         | 5 €, 10 €, 20 €, 50 €, 100 €, 200 €, 500 € |
| T             | Irland                 | Ireland (en), Éire (ga)                  | 6              |                                                         | 5 €, 10 €, 20 €, 50 €, 100 €, 500 €        |
| S             | Italien                | Italia                                   | 7              |                                                         | 5 €, 10 €, 20 €, 50 €, 100 €, 200 €, 500 € |
| R             | Luxemburg              | Lëtzebuerg                               | 8              | Luxemburg hat keine Banknoten ausgegeben                | keine                                      |
| Q             | nicht vergeben         | nicht vergeben                           | nicht vergeben | nicht vergeben                                          |                                            |
| P             | Niederlande            | Nederland                                | 1              |                                                         | 5 €, 10 €, 20 €, 50 €, 100 €, 200 €, 500 € |
| O             | nicht vergeben         | nicht vergeben                           | nicht vergeben | nicht vergeben                                          |                                            |
| N             | Österreich             | Österreich                               | 3              |                                                         | 5 €, 10 €, 20 €, 50 €, 100 €, 200 €, 500 € |
| M             | Portugal               | Portugal                                 | 4              |                                                         | 5 €, 10 €, 20 €, 50 €, 100 €               |
| L             | Finnland               | Suomi (fi), Finland (sv)                 | 5              |                                                         | 5 €, 10 €, 20 €, 50 €, 100 €, 200 €, 500 € |
| K             | Schweden               | Sverige                                  | 6              | nicht genutzt                                           |                                            |
| J             | Vereinigtes Königreich | United Kingdom                           | 7              | nicht genutzt                                           |                                            |
| I             | nicht vergeben         | nicht vergeben                           | nicht vergeben | nicht vergeben                                          |                                            |
| H             | Slowenien              | Slovenija                                | 0              | seit 2007                                               | 5 €, 20 €, 50 €                            |
| G             | Zypern                 | Κύπρος (el), Kıbrıs (tr)                 | 1              | seit 2008                                               | 5 €, 20 €, 50 €                            |
| F             | Malta                  | Malta                                    | 2              | seit 2008                                               | 5 €, 20 €, 50 €                            |
| E             | Slowakei               | Slovensko                                | 3              | seit 2009                                               | 5 €, 20 €, 50 €                            |
| D             | Estland                | Eesti                                    | 4              | seit 2011                                               | 20 €, 50 €                                 |
| C             | Lettland               | Latvija                                  | 5              | seit 2014, nicht genutzt                                | keine                                      |
| B             | Litauen                | Lietuva                                  | 6              | seit 2015, nicht genutzt                                | keine                                      |
| A             | nicht vergeben         | nicht vergeben                           | nicht vergeben | nicht vergeben                                          |                                            |

- Die Vergabe der Buchstaben für die ursprünglichen 15 EU-Staaten erfolgte in der ersten Serie von Z an rückwärts im Alphabet, nach dem Namen des Landes in der Landessprache. Dabei wurden auch Buchstaben für die EU-Staaten Großbritannien, Dänemark und Schweden vergeben, die den Euro 2002 nicht einführten. Die Buchstaben Q, O und I wurden nicht verwendet, um Verwechslungen mit den Zahlen 0 und 1 vorzubeugen. Durch den Brexit ist der Kennbuchstabe J für das Vereinigte Königreich obsolet geworden.

##### Systematik des numerischen Teils
Beim Druck der Eurobanknoten wurde nicht in allen Ländern die laufende Seriennummer, beginnend mit *0000000001* und streng aufsteigend, angebracht. Da immer mehrere Banknoten gleichzeitig gedruckt werden (20 bis 60 Scheine mit einer Druckplatte), können bei Bedarf Teile der Seriennummer für die Position des Scheins auf dem ungeschnittenen Druckbogen verwendet werden. Diese Bereiche sind je nach auftraggebendem Land und den technischen Möglichkeiten der Banknotendruckerei an unterschiedlichen Stellen in der Seriennummer untergebracht und schränken den verfügbaren Nummernraum ein:
| Code | Land         | Nummernsystem                                 |
| ---- | ------------ | --------------------------------------------- |
| D    | Estland      | NNNNNNNNNN                                    |
| E    | Slowakei     | NNNNNNNNNN                                    |
| F    | Malta        | NNNNNNNNNN                                    |
| G    | Zypern       | NNNNNNNNNN                                    |
| H    | Slowenien    | PPNNNNNNNN, teilweise NNNNNNNNNN              |
| L    | Finnland     | DDDPPNNNNN                                    |
| M    | Portugal     | DNNNNNNNNN                                    |
| N    | Österreich   | NNNNNNNNNN (200 €); XYNNNNNNNN (andere Werte) |
| P    | Niederlande  | NNNNNNNNNN; NNNNPPNNNN; XYNNNNNNNN (500 €)    |
| S    | Italien      | NNNNNNNNNN                                    |
| T    | Irland       | DNNNNNNNNN                                    |
| U    | Frankreich   | PPNNNNNNNN; NNPPNNNNNN (20 € ab U85)          |
| V    | Spanien      | NNNNNNNNNN (5–100 €); DNNNNNNNNN (200–500 €)  |
| X    | Deutschland  | NNNNNNNNNN                                    |
| Y    | Griechenland | NNNNNNNNNN                                    |
| Z    | Belgien      | DPPNNNNNNN                                    |

Schlüssel zu den Buchstaben:
D: Nummernkreis für den Wert des Scheins, wobei z. B. bei der Seriennummer alle 5-Euro-Scheine mit einer 1 anfangen, alle 10-Euro-Noten mit einer 2 usw., oder 063 bis 076 für 5 Euro, 077 bis 096 für 10 Euro usw. Länder, die eine solche Systematik benutzen, können maximal nur 10 Mrd. Banknoten herausgeben.
N: Fortlaufende Nummer. Diese Nummer wird für jede Wertstufe einzeln von …0001 an lückenlos aufsteigend verwendet. Beispielsweise wurde ein Schein mit fortlaufender Nummer 5678912345* später gedruckt als ein Schein desselben Wertes mit der Nummer 1234567891*.
P: Position des Scheins auf dem Druckbogen, wobei die verschiedenen möglichen Positionen fortlaufend nummeriert werden.
X: Position des Scheines auf der x-Achse der Druckplatte.
Y: Position des Scheines auf der y-Achse der Druckplatte.
1. ↑  Finnland durchbrach teilweise die eindeutige Kennzeichnung des Wertes. Es existieren 5-Euro-Scheine mit Nummern, die zuvor für Scheine anderer Wertstufen vorgesehen waren.
2. ↑  Bei französischen 10- und 20-Euro-Scheinen werden, um zusätzliche Nummernräume zu erschließen, an den ersten beiden Stellen der Seriennummer auch höhere Werte für die Bogenpositionscodierung benutzt, welche über die Anzahl der möglichen Positionen hinausgehen. So gibt es bei 10-Euro-Scheinen Seriennummern bis U64, bei 20-Euro-Scheinen bis U84.
3. ↑  Bei 50 Euro (40 Bogenpositionen) kommen für PP Werte zwischen 01 und 80 vor. 7 und 8 als erste Ziffer wurden ursprünglich für 100 und 200 Euro, noch unverwendete Seriennummern mit diesen Ziffern später auch für 50 Euro verwendet.

Von den mit diesen Systemen möglichen über 500 Mrd. Nummernkombinationen waren Ende 2008 schon 49,63 Mrd. verbraucht. Das System erschöpft sich aufgrund der signifikant unterschiedlichen Auflagen der verschiedenen Herausgeber aber schon viel eher. So wurden bis zur Einführung der neuen Serie über 8,2 Mrd. Seriennummern deutscher 10-Euro-Banknoten verbraucht, die deutschen 50-Euro-Scheine sind mit Seriennummern bis X96 im Umlauf. Dort wurde also fast der gesamte Nummernraum ausgeschöpft.

#### Plattencode
Etwas versteckt auf der Vorderseite befindet sich eine weitere kurze Zeichenfolge, der Plattencode, wobei der erste Buchstabe die Druckerei kennzeichnet, die die Banknote hergestellt hat. Diese Druckereikennung lässt nicht zwangsläufig auf die NZB-Kennung schließen, denn Banknoten, die von einem bestimmten Land herausgegeben wurden, können in einem anderen Land gedruckt worden sein. Deutschland, Großbritannien und Frankreich haben jeweils zwei Druckereien in der Codeliste. Die Codes A, C und S wurden für Druckereien reserviert, die derzeit keine Eurobanknoten herstellen. Die drei folgenden Ziffern geben die Nummer der Druckplatte bzw. die Serie an. Die letzten beiden Stellen dieser kurzen Zeichenfolge geben die relative Position der Banknote auf dem Druckbogen an, also von A1 (oben links) bis J6 (unten rechts), je nach Größe des Druckbogens.
Beispiel:
- R001H4
- Druckerei: Bundesdruckerei Berlin
- Nummer der Druckplatte: 001
- Position auf der Druckplatte: 8. von oben (H) und 4. von links (4)

Druckereikennung
| Code | Druckerei                                             | Ort             | Land                   | Anmerkung                                                |
| ---- | ----------------------------------------------------- | --------------- | ---------------------- | -------------------------------------------------------- |
| A    | Bank of England Printing Works                        | Loughton        | Vereinigtes Königreich | keine Noten im Umlauf                                    |
| B    | nicht vergeben                                        | nicht vergeben  | nicht vergeben         | nicht vergeben                                           |
| C    | AB Tumba Bruk                                         | Tumba           | Schweden               | keine Noten im Umlauf                                    |
| D    | Setec Oy                                              | Vantaa          | Finnland               | Der Druck von Banknoten wurde noch vor 2003 eingestellt. |
| E    | Oberthur Technologies                                 | Chantepie       | Frankreich             |                                                          |
| F    | Oesterreichische Banknoten- und Sicherheitsdruck GmbH | Wien            | Österreich             |                                                          |
| G    | Koninklijke Joh. Enschedé                             | Haarlem         | Niederlande            |                                                          |
| H    | De La Rue plc.                                        | Gateshead       | Vereinigtes Königreich |                                                          |
| I    | nicht vergeben                                        | nicht vergeben  | nicht vergeben         | nicht vergeben                                           |
| J    | Istituto Poligrafico e Zecca dello Stato              | Rom             | Italien                |                                                          |
| K    | Central Bank of Ireland                               | Dublin          | Irland                 |                                                          |
| L    | Banque de France                                      | Chamalières     | Frankreich             |                                                          |
| M    | Fábrica Nacional de Moneda y Timbre                   | Madrid          | Spanien                |                                                          |
| N    | Bank von Griechenland                                 | Athen           | Griechenland           |                                                          |
| O    | nicht vergeben                                        | nicht vergeben  | nicht vergeben         | nicht vergeben                                           |
| P    | Giesecke+Devrient GmbH                                | München/Leipzig | Deutschland            |                                                          |
| Q    | nicht vergeben                                        | nicht vergeben  | nicht vergeben         | nicht vergeben                                           |
| R    | Bundesdruckerei Gruppe GmbH                           | Berlin          | Deutschland            |                                                          |
| S    | Dänische Nationalbank                                 | Kopenhagen      | Dänemark               | keine Noten im Umlauf                                    |
| T    | Belgische Nationalbank                                | Brüssel         | Belgien                |                                                          |
| U    | Valora SA (Banco de Portugal)                         | Carregado       | Portugal               |                                                          |

Die Buchstaben B, I, O, Q sind nicht vergeben. Die Vergabe der Buchstaben erfolgte ähnlich wie bei den Seriennummern, invers alphabetisch bezüglich des Landes, für das die Druckerei voraussichtlich Banknoten drucken würde. Die Druckerei Valora in Portugal kam erst später dazu und bekam damit das U.
Von den angeführten Druckereien haben die beiden deutschen den größten Anteil am Druckvolumen bewältigt. Von den 14,8899 Mrd. zum 1. Januar 2002 hergestellten Euro-Banknoten stammen 4,7829 Mrd. von der deutschen NZB, der Deutschen Bundesbank. Auch von den 51,613 Mrd. Euromünzen der Erstproduktion stammt rund ein Drittel, nämlich 17 Mrd., aus Deutschland.

### Brüchige Banknoten
Am 2. November 2006 wurde in der Öffentlichkeit bekannt, dass schätzungsweise tausend Banknoten chemisch so behandelt wurden, dass sie bei Kontakt mit Feuchtigkeit (beispielsweise Schweiß auf der Hand) anfangen, sich aufzulösen.
Erstmals aufgetreten ist dieser Effekt im Juni und Juli 2006 in der Region Berlin/Potsdam. Es kann nicht ausgeschlossen werden, dass die Ursache eine mutwillige chemische Behandlung war. Bei der Chemikalie handelt es sich (höchstwahrscheinlich) um Sulfate, mit denen die Scheine bepudert sind. Dies konnte jedoch nicht verifiziert werden. Es steht mit Sicherheit fest, dass die Scheine echt sind, es sich also nicht um Fälschungen handelt.

### Kritik am Konservierungsstoff
In frühen 10-Euro-Scheinen wurden nach der Zeitschrift Öko-Test metallorganische Verbindungen des Zinns nachgewiesen – Mono-, Di- und mengenmäßig vor allem Tributylzinn (TBT). Diese in der Druckfarbe enthaltene Verbindungen sind bakterizid, schädigen jedoch den humanen Hormonhaushalt. Ärzte sehen die Verwendung von TBT kritisch.
Die EZB gibt 2007 an, in neuen Scheinen seit 2002 kein TBT mehr einzusetzen.

## Zweite Serie – „Europa-Serie“ (seit 2013)
2003 begann die Entwicklung einer zweiten Generation (Kurzbezeichnung ES2) von Eurobanknoten. Zunächst wurden geeignete Sicherheitsmerkmale aus rund 200 auf dem Markt befindlichen Echtheitsbeweisen festgelegt. Bereits seit 2008 publizierte die EZB in größeren Intervallen, dass eine zweite Eurobanknoten-Serie in Arbeit sei. Die ursprünglich genannten Ausgabetermine von erst 2010 und hiernach 2011 konnten aufgrund nötiger Weiterentwicklungen gegen Falsifikate von Banknoten nicht eingehalten werden.
Am 9. November 2012 gab die Europäische Zentralbank in einer Mitteilung des Präsidenten Draghi bekannt, dass ab dem Jahr 2013 eine neue Banknotenserie, die so genannte „Europa-Serie“ eingeführt werde. Am 10. Januar 2013 wurden die neuen Fünf-Euro-Banknoten präsentiert, sie sind seit dem 2. Mai 2013 in Umlauf. Die neue 10-Euro-Banknote folgte am 13. Januar 2014; in den Zahlungsverkehr gelangte sie am 23. September 2014. Die neue 20-Euro-Banknote wurde am 24. Februar 2015 erstmals gezeigt und am 25. November 2015 eingeführt. Die neue 50-Euro-Banknote wurde am 5. Juli 2016 vorgestellt und am 4. April 2017 eingeführt. Die neuen 100- und 200-Euro-Banknoten wurden beide am 17. September 2018 vorgestellt und am 28. Mai 2019 eingeführt. Bei der EZB-Ratssitzung im Mai 2016 war die Einführung der neuen 100- und 200-Euro-Banknoten schon für Ende 2018, zeitgleich mit der (später ebenfalls verschobenen) Einstellung der Ausgabe der 500-Euro-Banknoten, angekündigt worden.

### Stückelung
Die zweite Serie der Eurobanknoten sollte ursprünglich, wie die erste Serie, die Nennwerte 5 €, 10 €, 20 €, 50 €, 100 €, 200 € und 500 € umfassen. Da jedoch am 4. Mai 2016 die Abschaffung der 500-Euro-Banknote beschlossen wurde, gibt es nunmehr lediglich die Nennwerte von 5 € bis 200 €.

### Gestaltung und Abmessungen
Mit der Gestaltung der zweiten Serie der Eurobanknoten wurde Reinhold Gerstetter beauftragt, der schon die letzte Banknoten-Serie der Deutschen Mark gestaltet hatte. Die Nennwerte, die Hauptfarben sowie das Leitmotiv „Zeitalter und Stile“ blieben erhalten. Bei der zweiten Serie wurde versucht, ein paar Schwächen der ersten auszugleichen. Die Scheine wurden farbiger gemacht, damit sie freundlicher wirken, die Stahlstichelemente haben mehr Tiefe, die Guillochen sind nun dominanter zu erkennen. Außerdem wurden neue und verbesserte Sicherheitsmerkmale eingeführt, u. a.:
- ein Hologrammstreifen und ein Wasserzeichen, die das Porträt der Europa darstellen („Das abgebildete Porträt stammt von einer über 2000 Jahre alten Vase aus Süditalien, die im Pariser Louvre besichtigt werden kann.“[56]) sowie
- Smaragd-Zahl im mikroskopischen Auflicht, unterschiedliche Anordnung der reflektierenden Teilchen aus verschiedenen Bereichen einer Ziffereine grüne Wertziffer mit Kippeffekt (Smaragd-Zahl).

Neben der Europakarte sind die Überseegebiete dargestellt, nicht jedoch das französische Überseedépartement Mayotte, welches am 31. März 2011 den Status des 101. französischen Départements erhielt. Des Weiteren sind nun zusätzlich auch die Staaten Malta und Zypern abgebildet, welche 2004 der EU beigetreten sind und 2008 den Euro eingeführt haben.
Die Euro-Banknoten der zweiten Serie tragen die Jahreszahl der Erstausgabe.
Seit dem Beitritt Bulgariens zur EU wird die Währungsbezeichnung EURO neben der bisherigen Benennung in lateinischen und griechischen Buchstaben (ΕΥΡΩ) nun auch in der kyrillischen Schreibweise „ЕВРО“ aufgeführt; das kyrillische „В“ entspricht dem lateinischen V oder W, das „Р“ dem R.
Die Akronyme der Europäischen Zentralbank wurden auch um die Schreibweisen in den neuen EU-Sprachen ergänzt: zu den fünf bisherigen Abkürzungen BCE (Französisch, Irisch, Italienisch, Portugiesisch, Rumänisch, Spanisch), ECB (Dänisch, Englisch, Lettisch, Litauisch, Niederländisch, Schwedisch, Slowakisch, Slowenisch, Tschechisch), EZB (Deutsch), EKP (Estnisch, Finnisch) sowie ΕΚΤ (Griechisch) kamen neu die fünf Varianten ЕЦБ (Bulgarisch; in kyrillischen Buchstaben), EKB (Ungarisch), BĊE (Maltesisch), EBC (Polnisch) und ESB (Kroatisch) hinzu. Auf den Euro-Banknoten stehen sie in der Abfolge BCE, ECB, ЕЦБ, EZB, EKP, ΕΚΤ, (ESB), EKB, BĊE, EBC. Die Abkürzung ESB (Kroatisch) erscheint nicht auf den Euro-Banknoten von 5 bis 20 Euro. Die Reihenfolge orientiert sich in etwa an der von der EU festgelegten protokollarischen Reihenfolge für Amtssprachen; nur die bulgarische Abkürzung steht an dritter statt an erster Stelle.
Die neuen Banknoten halten weiterhin das Prinzip hoch, dass der Euro grundsätzlich die Währung für alle EU-Mitglieder werden soll, und haben gestalterisch eine mögliche Erweiterung der heutigen Euro-Zone daher bereits vorweggenommen. Auf den Euro-Banknoten sind folglich alle EU-Mitglieder repräsentiert, nicht nur die Euro-Staaten. Daher kommen nun Hinweise auf jene Länder hinzu, die bisher nicht vertreten waren, weil sie zum Zeitpunkt der Einführung des Euro noch nicht Mitglied der EU waren.
| Nennwert | Vorderseite           | Rückseite           | Farbe          | Baustil(e) Periode                         | Format Gewicht        | öffentliche Vorstellung | Erstausgabe        |
| -------- | --------------------- | ------------------- | -------------- | ------------------------------------------ | --------------------- | ----------------------- | ------------------ |
| 5 Euro   | 5 Euro, Vorderseite   | 5 Euro, Rückseite   | Grau           | Klassik (Antike) Vor dem 11. Jahrhundert   | 120 mm × 62 mm 0,71 g | 10. Januar 2013         | 2. Mai 2013        |
| 10 Euro  | 10 Euro, Vorderseite  | 10 Euro, Rückseite  | Rot            | Romanik 11.–12. Jahrhundert                | 127 mm × 67 mm        | 13. Januar 2014         | 23. September 2014 |
| 20 Euro  | 20 Euro, Vorderseite  | 20 Euro, Rückseite  | Blau           | Gotik 13.–14. Jahrhundert                  | 133 mm × 72 mm        | 24. Februar 2015        | 25. November 2015  |
| 50 Euro  | 50 Euro, Vorderseite  | 50 Euro, Rückseite  | Orange         | Renaissance 15.–16. Jahrhundert            | 140 mm × 77 mm        | 5. Juli 2016            | 4. April 2017      |
| 100 Euro | 100 Euro, Vorderseite | 100 Euro, Rückseite | Grün           | Barock und Rokoko 17.–18. Jahrhundert      | 147 mm × 77 mm        | 17. September 2018      | 28. Mai 2019       |
| 200 Euro | 200 Euro, Vorderseite | 200 Euro, Rückseite | Gelblich-braun | Eisen- und Glasarchitektur 19. Jahrhundert | 153 mm × 77 mm        | 17. September 2018      | 28. Mai 2019       |

Der Plattencode befindet sich auf allen Euro-Banknoten rechts am oberen Bildrand. Eine Oberflächenbeschichtung der 5- und 10-Euro-Noten soll die Haltbarkeit der neuen Scheine gegenüber den alten erhöhen; dies führt zu einem leicht erhöhten Gewicht und geringfügig gestiegenen Produktionskosten. Seit dem Jahr 2021, von manchen Druckereien probeweise schon seit 2020, werden auch die 20-Euro-Noten mit Lack oberflächenbeschichtet. Wie im Oktober 2014 bekannt wurde, lassen sich auf dieser neu eingeführten Lackierung mit bisherigen Methoden kaum Fingerabdrücke nachweisen. Die Höhe der neuen 100- und 200-Euro-Banknoten wurde auf 77 mm verkleinert und entspricht nun jener der 50 Euro-Banknote. Scheine mit der Unterschrift der 2019 zur EZB-Präsidentin gekürten Christine Lagarde sind seit der zweiten Jahreshälfte 2020 im Umlauf, tragen aber weiterhin die Jahreszahl der Erstausgabe.

### Sicherheitsmerkmale
Gegenüber der ersten Euro-Serie wurden die vorhandenen Sicherheitsmerkmale verbessert und weiterentwickelt, jedoch wurde auf das Durchsichtsregister und den Wasserzeichen-Strichcode verzichtet.
Die verbesserten Sicherheitsmerkmale der Serie ES2 beinhalten:
- Ohne Hilfsmittel zu erkennen:
  - Verbessertes Sicherheitspapier
  - Fühlbares Relief: mit Stahlstich gedruckte Streifen an beiden Rändern, die jeweilige große Wertzahl und das Hauptmotiv (Vorderseite)
  - Spezial-Folienstreifen (Metallglanz) mit Hologrammen (von oben nach unten) (Vorderseite):
    - Satelliten-Hologramm (100 € und 200 €):  €-Symbole bewegen sich um die jeweilige Wertzahl beim Kippen.
    - Porträt-Fenster (ab 20 €): Ein Durchsichtfenster wird bei der Betrachtung gegen das Licht durchsichtig und das Porträt der Europa erscheint auf beiden Seiten der Euro-Banknote.[77]
    - Porträt-Hologramm: Porträt der Europa im silbernen Streifen, zudem das jeweilige Bauwerk (Tor/Fenster) und die Wertzahl mit dem €-Symbol wechseln beim Kippen.

  - Smaragd-Zahl: Wertzahl ändert die Farbe von smaragdgrün nach tiefblau und ein Lichtbalken bewegt sich auf und ab. (Vorderseite)
  - Porträt-Wasserzeichen: die phönizische Königstochter Europa und die Wertzahl
  - Perlglanzstreifen (Iriodinstreifen) (Rückseite)
  - Metallisierter Sicherheitsfaden: mit ausgesparten €-Symbol und der jeweiligen Wertzahl
- Nur mit Hilfsmittel zu erkennen:
  - Mikroschrift:
    - Vorderseite: in den Toren/Fenstern und in einem oder mehreren Sternen der Europaflagge
    - Rückseite: im Aquädukt und in den Brücken

  - Unterschiedliche Farben unter UV-A und UV-C[78]
  - Fluoreszenz: unter UV-Licht werden bunte Fasern erkennbar
  - Unter IR-Licht werden nur Teile des Gesamtbildes sichtbar

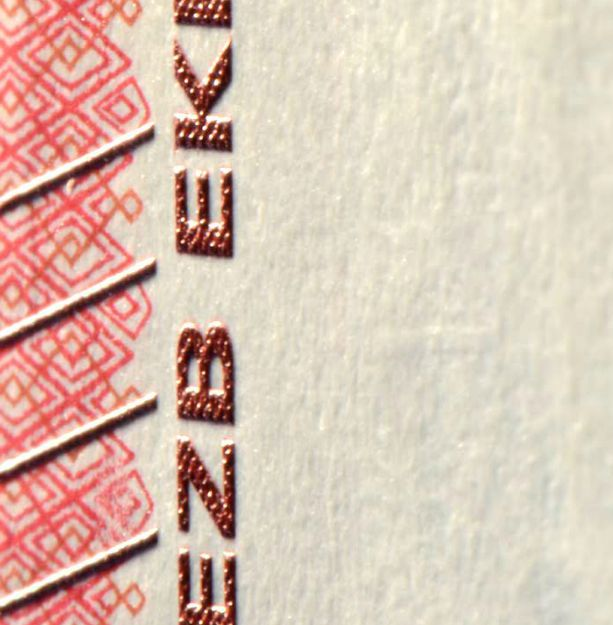
Fühlbares Relief
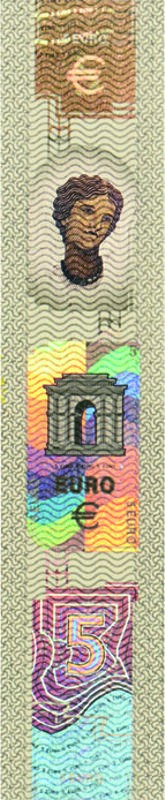
Spezial-Folienstreifen (Metallglanz) mit Hologrammen
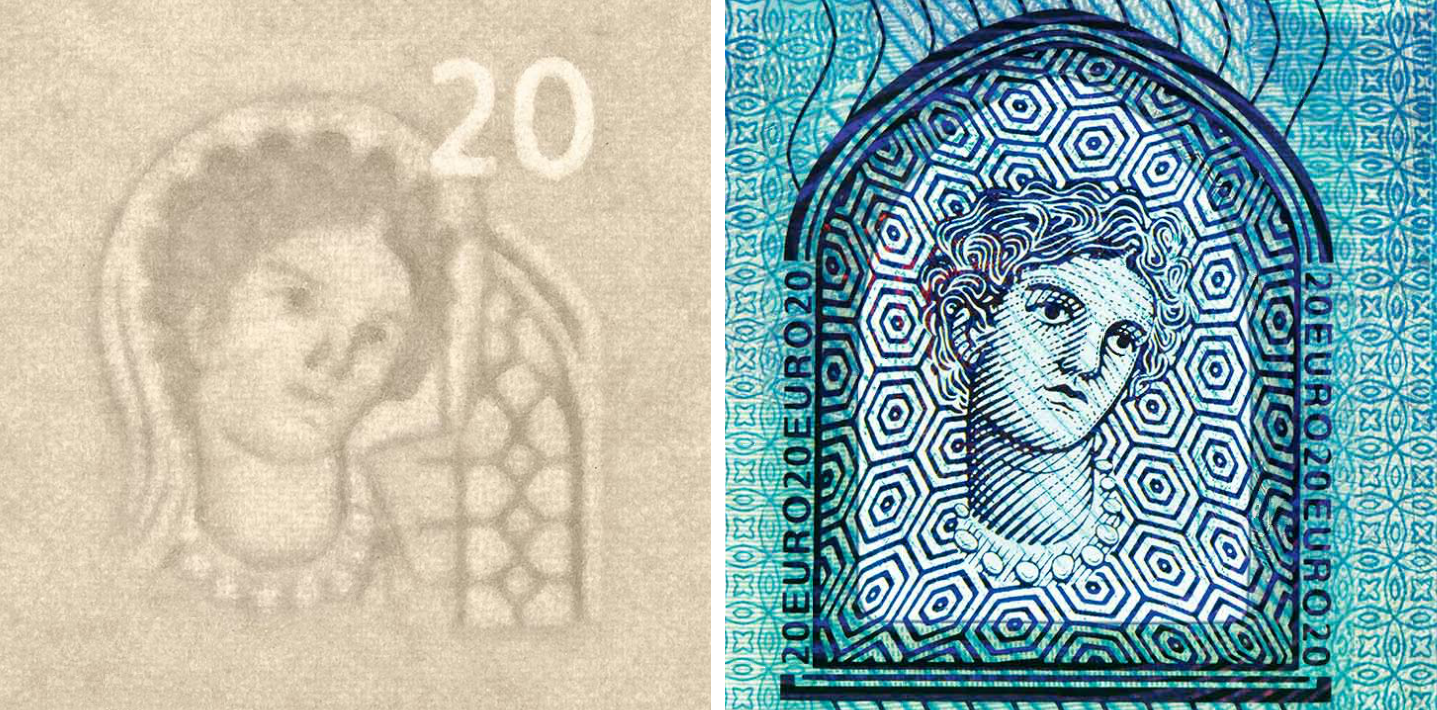
Europa auf der 20-Euro-Banknote: Porträt-Wasserzeichen und Porträt-Fenster
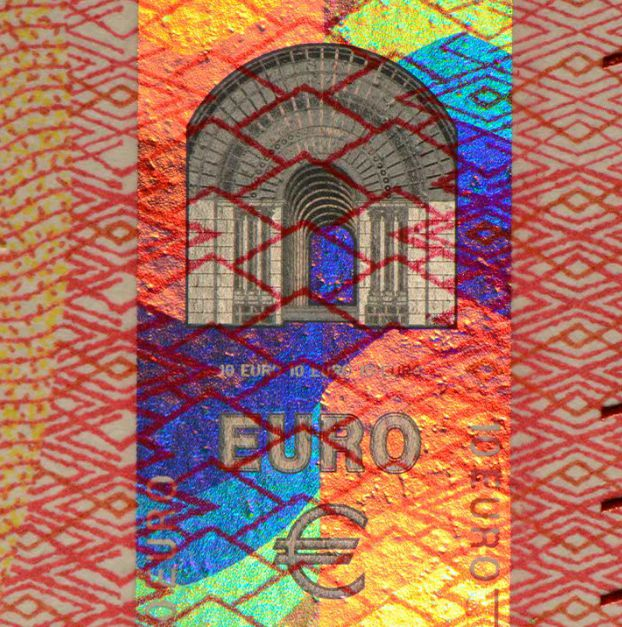
Verbesserte Folie mit Überdruckung
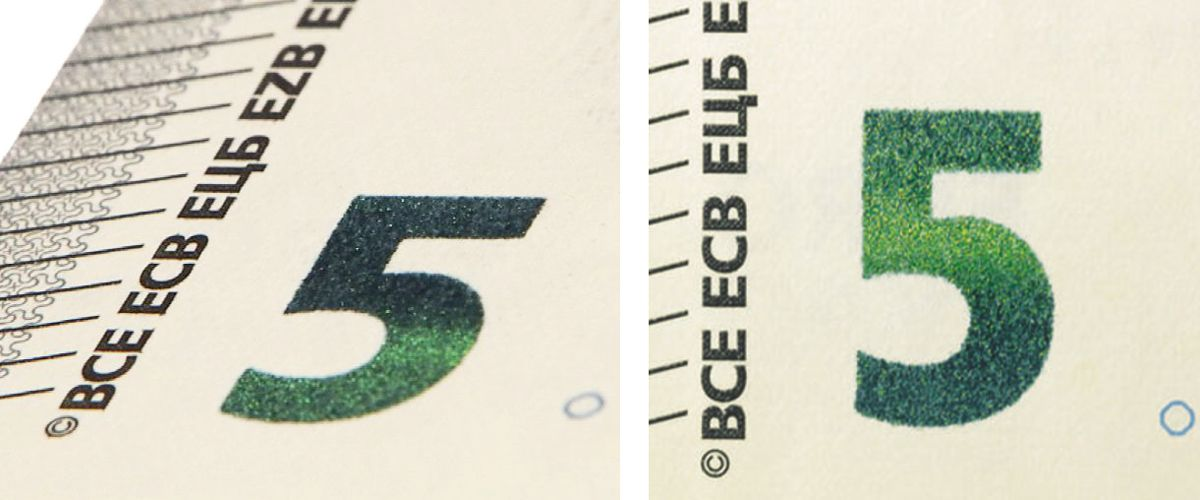
Smaragd-Zahl
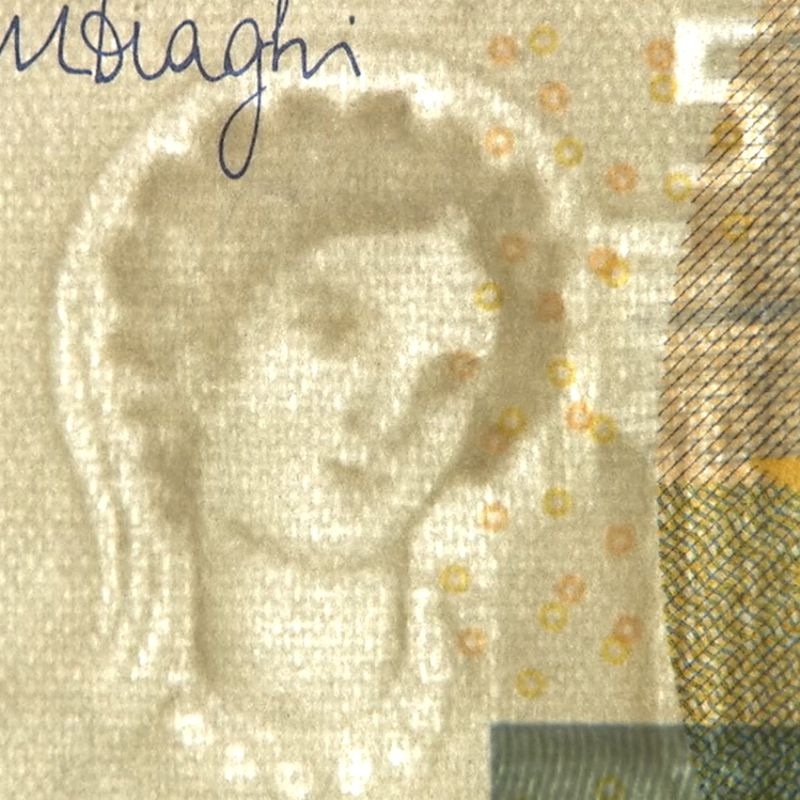
Porträt-Wasserzeichen
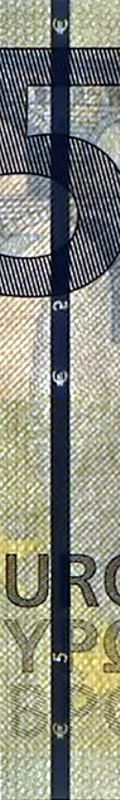
Metallisierter Sicherheitsfaden
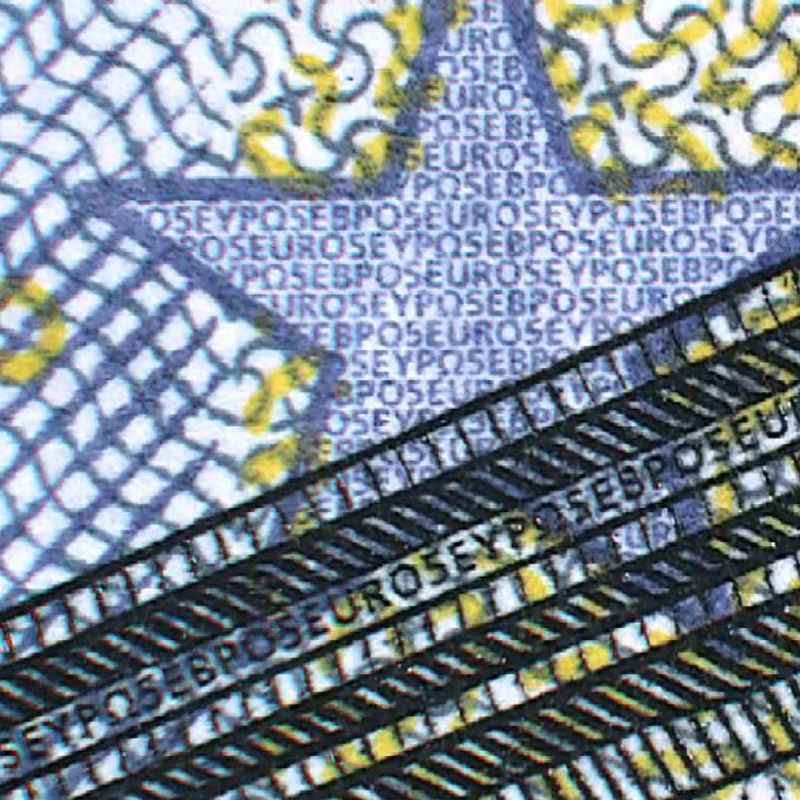
Mikroschrift
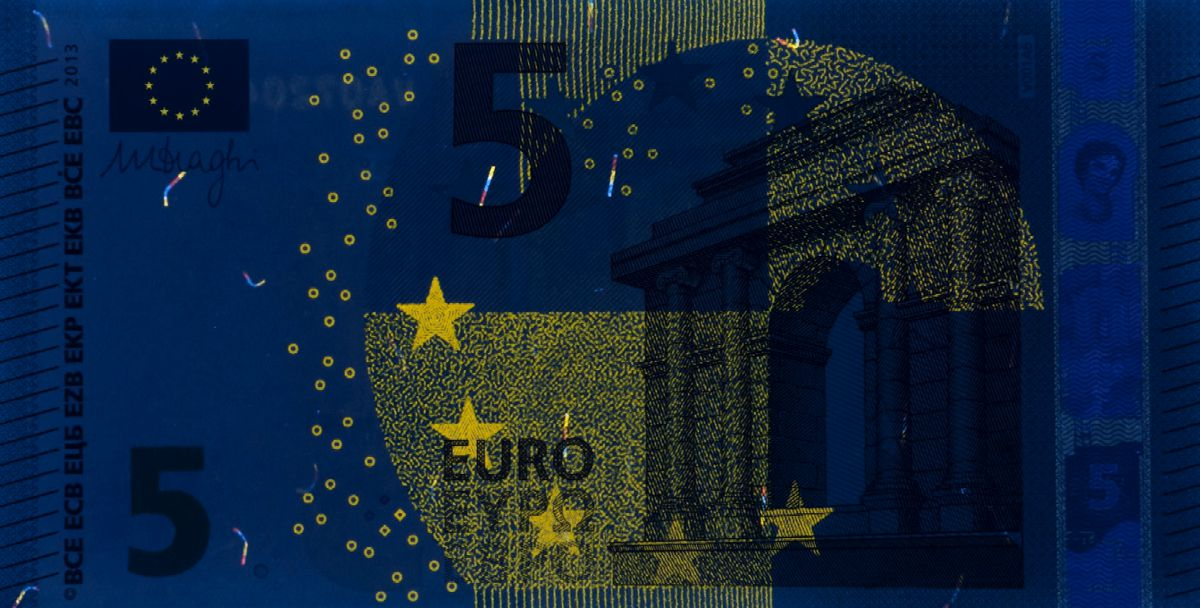
Unter UV-A-Licht
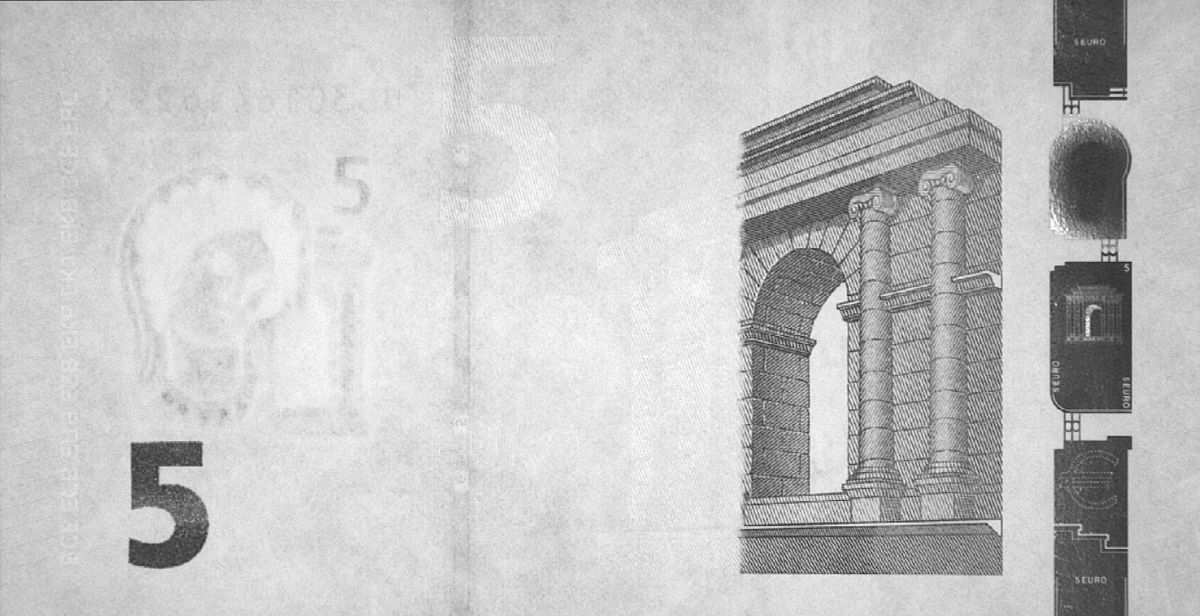
Unter Infrarot-Licht
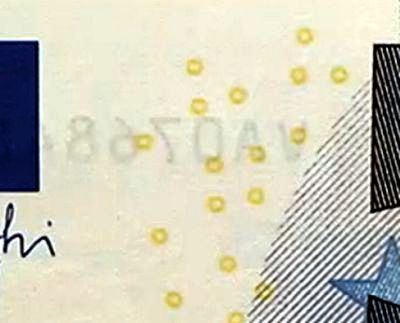
EURion-Konstellation

### Nummerierungssysteme
Im Gegensatz zur Vorgängerserie gibt es auf den Banknoten der Europa-Serie keinen Hinweis mehr auf die auftraggebende Zentralbank, nur noch die Druckerei ist gekennzeichnet.

#### Seriennummer
Die Seriennummern der Europa-Serie beginnen mit zwei Buchstaben, gefolgt von einer Folge von zehn Ziffern. Diese (vollständige) Seriennummer wird als Langform bezeichnet, während eine Kurzform dieser Nummer in Form der letzten sechs Ziffern der Langform um 90° gedreht auf der Note hinzugefügt wurde. Die erste Stelle der Seriennummer gibt dabei die Banknotendruckerei an, während die zweite Stelle wie die folgenden zehn Ziffern zur eindeutigen Kennzeichnung der Banknote innerhalb des Fertigungsvolumens der Druckerei für diesen Nennwert gehört. Werden die zwei Buchstaben durch ihre Position im Alphabet (A = 1 … Z = 26) ersetzt, so ist bei Banknoten der zweiten Serie der Neunerrest mit den zehn Ziffern grundsätzlich 7. Bildet man den Neunerrest nur der zehn Ziffern der Seriennummer ohne die beiden Buchstaben, so ergibt sich ein Wert, der der folgenden Tabelle zu entnehmen ist. Der Neunerrest wird zusätzlich in der unteren Tabelle (Spalte: Neunerrest) im Bedarfsfall mit angegeben.
(Da es genau 2 Buchstaben sind, ist die hier beschriebene Systematik der Seriennummern identisch mit derjenigen der ersten Serie: Ersetzt man jeden Buchstaben durch seinen ASCII-Code (A = 65 … Z = 90) oder wählt man die äquivalente Zuordnung A = 2 … Z = 27, dann ist der Neunerrest der gesamten Seriennummer 0.)

#### Plattencode
Wie schon bei der ersten Euro-Banknotenserie befindet sich auf der Vorderseite der Plattencode, jedoch an anderer Position. Auch dessen Aufbau hat sich nicht geändert, nur werden die neu zugeteilten Druckereikennungen verwendet.

#### Druckereikennung
Jeder Druckerei der Eurobanknoten wurde ein individueller Kennbuchstabe zugeteilt, der in der Seriennummer und im Plattencode vorhanden ist: Die konkrete Zuteilung folgt grundsätzlich den NZB-Kennungen der ersten Serie (s. o.), wobei dort nicht genutzte Buchstaben neu vergeben wurden unter möglichst weitgehender Integration von Druckereikennungen der ersten Serie.
| Code | Druckerei und Anmerkungen | Ort            | Land                   | Anfangsbuchstaben:Neunerrest                                                                    | Nennwerte |
| ---- | --- | -------------- | ---------------------- | ----------------------------------------------------------------------------------------------- | --- |
| A    | nicht vergeben | nicht vergeben | nicht vergeben         | nicht vergeben                                                                                  | nicht vergeben |
| B    | nicht vergeben | nicht vergeben | nicht vergeben         | nicht vergeben                                                                                  | nicht vergeben |
| C    | nicht vergeben | nicht vergeben | nicht vergeben         | nicht vergeben                                                                                  | nicht vergeben |
| D    | Polska Wytwórnia Papierów Wartościowych                                                                                          | Warschau       | Polen                  |                                                                                                 | keine Noten im Umlauf |
| E    | Oberthur Fiduciaire | Chantepie      | Frankreich             | EA: 1 EB: 0 EC: 8 ED: 7 EM: 7 EN: 6                                                             | 10 €, 20 €, 50 €, 100 €, 200 € 10 €, 50 €, 100 €, 200 € 5 €, 20 €, 50 € 50 € 20 € 20 € |
| F    | Oberthur Bulgarien (ehemalige Bulgarische Nationaldruckerei)                                                                     | Sofia          | Bulgarien              | FA: 0 FM: 6                                                                                     | 10 € 20 € |
| G    | nicht vergeben | nicht vergeben | nicht vergeben         | nicht vergeben                                                                                  | nicht vergeben |
| H    | De La Rue Currency | Loughton       | Vereinigtes Königreich |                                                                                                 | keine Noten im Umlauf |
| I    | nicht vergeben | nicht vergeben | nicht vergeben         | nicht vergeben                                                                                  | nicht vergeben |
| J    | De La Rue Currency | Gateshead      | Vereinigtes Königreich |                                                                                                 | keine Noten im Umlauf |
| K    | nicht vergeben | nicht vergeben | nicht vergeben         | nicht vergeben                                                                                  | nicht vergeben |
| L    | nicht vergeben | nicht vergeben | nicht vergeben         | nicht vergeben                                                                                  | nicht vergeben |
| M    | Valora SA | Carregado      | Portugal               | MA: 2 MB: 1 MC: 0 MD: 8 MX: 1                                                                   | 5 € 10 € 20 € 50 € 20 € |
| N    | Oesterreichische Banknoten- und Sicherheitsdruck GmbH                                                                            | Wien           | Österreich             | NA: 1 NB: 0 NC: 8 ND: 7 NN: 6 NZ: 3                                                             | 5 €, 10 €, 20 €, 50 €, 100 €, 200 € 5 €, 10 €, 20 €, 50 €, 100 €, 200 € 5 €, 10 €, 20 € 5 € 20 € 20 €, 100 €, 200 € |
| O    | nicht vergeben | nicht vergeben | nicht vergeben         | nicht vergeben                                                                                  | nicht vergeben |
| P    | Joh. Enschede Security Printing BV Im Dezember 2016 kündigte das Unternehmen an, den Banknotendruck in naher Zukunft aufzugeben. | Haarlem        | Niederlande            | PA: 8 PB: 7 PC: 6                                                                               | 10 € 50 € 50 € |
| Q    | nicht vergeben | nicht vergeben | nicht vergeben         | nicht vergeben                                                                                  | nicht vergeben |
| R    | Bundesdruckerei Gruppe GmbH | Berlin         | Deutschland            | RA: 6 RB: 5 RC: 4 RD: 3 RE: 2 RP: 0 RR: 7                                                       | 10 €, 20 €, 50 €, 100 € 10 €, 20 €, 50 €, 100 € 50 €, 100 € 50 € 50 € 20 € 20 € |
| S    | Banca d’Italia | Rom            | Italien                | SA: 5 SB: 4 SC: 3 SD: 2 SE: 1 SF: 0 SG: 8 SH: 7 SL: 3 SM: 2 SP: 8 SR: 6 ST: 4 SU: 3 SW: 1 SX: 0 | 5 €, 10 €, 20 €, 50 €, 100 €, 200 € 5 €, 10 €, 20 €, 50 €, 100 €, 200 € 5 €, 10 €, 20 €, 50 €, 100 €, 200 € 5 €, 10 €, 20 €, 50 €, 100 €, 200 € 5 €, 10 €, 20 €, 50 €, 100 €, 200 € 5 €, 10 €, 20 €, 50 € 50 € 50 € 50 € 50 € 20 € 20 € 20 € 20 € 20 € 20 € |
| T    | Central Bank of Ireland | Dublin         | Irland                 | TA: 4 TC: 2 TD: 1                                                                               | 10 € 5 €, 10 €, 20 €, 50 € 10 € |
| U    | Banque de France | Chamalières    | Frankreich             | UA: 3 UB: 2 UC: 1 UD: 0 UE: 8 UF: 7 UG: 6 UH: 5 UM: 0 UN: 8 UP: 6 UR: 4 US: 3 UT: 2             | 5 €, 10 €, 20 €, 50 €, 100 €, 200 € 5 €, 10 €, 20 €, 50 €, 100 €, 200 € 5 €, 10 €, 20 €, 50 €, 100 €, 200 € 5 €, 10 €, 20 €, 50 €, 100 €, 200 € 5 €, 10 €, 20 €, 50 €, 100 € 5 €, 10 €, 20 €, 50 € 50 € 50 € 20 € 20 € 20 € 20 € 20 € 20 €                  |
| V    | IMBISA | Madrid         | Spanien                | VA: 2 VB: 1 VC: 0 VD: 8 VH: 4                                                                   | 5 €, 10 €, 20 €, 50 €, 100 € 5 €, 10 €, 50 € 5 €, 50 € 50 € 20 €, 50 € |
| W    | Giesecke+Devrient GmbH | Leipzig        | Deutschland            | WA: 1 WB: 0 WM: 7                                                                               | 5 €, 10 €, 20 €, 50 €, 100 € 10 €, 50 € 20 € |
| X    | Giesecke+Devrient GmbH seit 2015 kein Druck von Euro-Banknoten in München.                                                       | München        | Deutschland            | XA: 0 XZ: 2                                                                                     | 10 €, 20 € 20 € |
| Y    | Bank von Griechenland | Athen          | Griechenland           | YA: 8 YB: 7 YY: 7                                                                               | 5 €, 10 €, 50 € 10 € 10 € |
| Z    | Belgische Nationalbank | Brüssel        | Belgien                | ZA: 7 ZB: 6 ZC: 5 ZD: 4                                                                         | 20 €, 50 € 5 €, 50 € 20 €, 50 € 5 €, 20 €, 50 € |

### Schwierigkeiten bei der Einführung
Obwohl die Deutsche Bundesbank nach eigenen Angaben den Herstellern von Automaten frühzeitig angeboten hatte, die neuen 5-Euro-Scheine zu testen, kam es nach der Ausgabe der Scheine zu größeren Problemen bei der Akzeptanz der Scheine durch Automaten. Die Deutsche Bahn etwa musste einräumen, dass wegen eines fehlenden Software-Updates ungefähr die Hälfte der Automaten die neuen Scheine nicht akzeptiere. Viele Aufsteller von Zigarettenautomaten versahen ihre Geräte mit einem Zusatzschild, welches auf die spätere Akzeptanz des neuen Scheins „vertröstete“, aber auch Parkhausbetreiber und nahezu alle anderen Aufsteller von Automaten mit Akzeptanz von Geldscheinen waren von dem Problem betroffen. Selbst einen Monat nach der Einführung der neuen Scheine hatte sich die Situation nur geringfügig verbessert. Dies ist ein Grund dafür, warum beim 10-Euro-Schein die Zeit zwischen Präsentation und Einführung deutlich verlängert wurde. Den Automatenaufstellern sollte mehr Zeit zur Umstellung bleiben.

## Dritte Serie (geplant)
Am 6. Dezember 2021 kündigte die EZB einen Prozess zur Neugestaltung an, eine Entscheidung wurde für das Jahr 2024 in Aussicht gestellt. Ob das bisherige Thema „Zeitalter und Stile“ beibehalten wird, war anfangs noch unklar, so sprach sich EZB-Präsidentin Christine Lagarde für die Abbildung berühmter Europäer auf den Banknoten aus. Als Beispiele nannte sie dabei Leonardo da Vinci, Ludwig van Beethoven und James Joyce.
In den Neugestaltungsprozess wurden sowohl die Bevölkerung als auch Experten eingebunden. Die Bevölkerung wurde von Dezember 2021 bis März 2022 in allen 19 Euro-Ländern nach möglichen Themen befragt. Im Ergebnis ergab sich eine Präferenz für folgende Themen: Natur, Denkmäler und Wahrzeichen, Porträts, Europäische Werte, Wissenschaft und Fortschritt, Kunst. Auf Basis dessen schlug der EZB-Rat sieben Themen vor: „Vögel: frei, widerstandsfähig, inspirierend“, „Europäische Kultur“, „Europäische Werte im Spiegel der Natur“, „Ihnen gehört die Zukunft“, „Hände: Gemeinsam bauen wir Europa“, „Unser Europa, wir selbst“ und „Flüsse: Wasser des Lebens in Europa“. Im Juli und August 2023 wurden daraus per Online-Umfrage die in der Bevölkerung beliebtesten Themen ermittelt: Vögel, Europäische Kultur und Flüsse. Mit Beschluss des EZB-Rats vom November 2023 wurden die Themen „Europäische Kultur“ sowie „Flüsse und Vögel“ weiterverfolgt.
Im Januar 2025 wählte der EZB-Rat Motive für die beiden Themen aus:
| Nennwert | Vorderseite          | Rückseite |
| -------- | -------------------- | --- |
| 5 Euro   | Maria Callas         | Straßenkünstler (Musik, Tanz, Theater) unterhalten vorbeilaufende Menschen                                                                                           |
| 10 Euro  | Ludwig van Beethoven | Sängerfest mit Chor aus Kindern und jungen Erwachsenen |
| 20 Euro  | Marie Curie          | Schule oder Universität und Lehrerin mit Schülerinnen und Schülern bzw. Studierenden. Auf den Tischen liegen Notebooks und Bücher.                                   |
| 50 Euro  | Miguel de Cervantes  | Eine Bibliothek, in der ein paar Erwachsene Bücher und E-Bücher lesen. Ein kleiner Junge und ein kleines Mädchen versuchen, sich ein Buch aus einem Regal zu angeln. |
| 100 Euro | Leonardo da Vinci    | Personen unterschiedlichen Alters bewundern Streetart, zeitgenössische Kunst usw.                                                                                    |
| 200 Euro | Bertha von Suttner   | Ein Platz mit Bäumen, auf dem Jung und Alt zusammenkommen, sich unterhalten, spazieren gehen und spielen                                                             |

| Nennwert | Vorderseite | Rückseite                                       |
| -------- | --- | ----------------------------------------------- |
| 5 Euro   | Gebirgsquelle – Ein Mauerläufer neben einer Gebirgslandschaft                                                                      | Europäisches Parlament                          |
| 10 Euro  | Wasserfall – Ein Eisvogel in einem Wasserfall oder langsamen Flussabschnitt                                                        | Europäische Kommission                          |
| 20 Euro  | Eingegrabenes Flusstal – Ein Schwarm von Bienenfressern in einer Sandwand entlang des Ufers eines breiten, eingegrabenen Flusstals | Europäische Zentralbank                         |
| 50 Euro  | Gewundener Fluss – Ein Weißstorch fliegt über ein gewundenes, flaches Flusstal                                                     | Gerichtshof der Europäischen Union              |
| 100 Euro | Flussmündung – Ein Säbelschnäbler sucht im Schlamm nach Nahrung                                                                    | Europäischer Rat und Rat der Europäischen Union |
| 200 Euro | Meereslandschaft – Ein Basstölpel schwebt über hohen Ozeanwellen                                                                   | Europäischer Rechnungshof                       |

Auf Basis dieser Auswahl erfolgt 2025 ein Designwettbewerb. Die endgültige Entscheidung wird voraussichtlich 2026 gefällt.

## Handlungsrahmen für die Wiederausgabe von Eurobanknoten
Möchte ein Bargeldakteur, also ein Kreditinstitut oder ein Wertdienstleister, Bargeld ohne Beteiligung der zuständigen nationalen Zentralbank (in Deutschland die Deutsche Bundesbank und in Österreich die Oesterreichische Nationalbank) nach einer Einzahlung wieder zurück in den Umlauf geben (Recycling), so ist er dazu verpflichtet, die Umlauffähigkeit und die Echtheit der Noten (siehe Banknotenbearbeitung) und Münzen zu überprüfen.

## Trivia
- In Unicode 6.0 wurde im Unicodeblock „Verschiedene piktografische Symbole“ auf Position U+1F4B6 das Zeichen (Emoji) „💶“ eingeführt, das ein Bündel von Banknoten zusammengehalten von einer weißen Banderole (bzw. Streifband) zeigt. Die Darstellung der obersten Note unterscheidet sich von Hersteller zu Hersteller: So ist das Design bei Apple-, Samsung- und Huawei-Geräten klar der 100 €-Banknote der ersten Serie nachempfunden, während Google- und Microsoft-Geräten ein eher generisches Design zeigen.
- Seit 2015 gibt es den 0-Euro-Schein in verschiedenen Designs. Er ist als Sammlerstück gedacht und kann nicht als Zahlungsmittel verwendet werden. Der Schein wurde von der Banque de France (als zuständige Stelle für den Herstellungsort) als „Euro-Souvenir“ genehmigt. Der 0-Euro-Schein ist so groß wie der 20-Euro-Schein und mit „einfachen“ banknotenähnlichen Sicherheitsmerkmalen versehen. Man kann den Schein an derzeit 20 Verkaufsstellen in Deutschland erwerben, vorrangig als Werbeträger für Freizeitangebote.